# 埃杜·曼加
爱德华多·安东尼奥·多斯桑托斯（Eduardo Antônio dos Santos，1967年2月2日—）是一名巴西前职业足球运动员，司职中场。他曾代表巴西國家男子足球隊参加1987年美洲國家盃。 